# Rock On!!
Pour les articles homonymes, voir Rock On.
Pour plus de détails, voir Fiche technique et Distribution.
Rock On!! (रॉक ऑन) est un film indien de Bollywood réalisé et écrit par Abhishek Kapoor sorti en 2008. 
Relatant les rêves et les désillusions des quatre musiciens d'un groupe de rock, il est interprété par Farhan Akhtar, Arjun Rampal, Luke Kenny et Purab Kohli. Le film obtient un succès tant critique que public et remporte de nombreux prix.

## Synopsis
Magik, composé d'Aditya au chant, Joe à la guitare solo, soutenus par KD à la batterie et Rob au clavier, est un groupe de rock qui se produit à Mumbay à la fin des années 1990. Soudés par une profonde amitié et convaincus de leur talent, ils se présentent et remportent un concours qui leur permet d'enregistrer un disque et de réaliser un clip afin de stimuler leur carrière. Mais gagner le concours n'est pas le plus difficile et les compromissions exigées par le milieu du show business exacerbent les rivalités internes, faisant éclater le groupe.
Dix ans plus tard, Aditya est devenu un homme d'affaires prospère mais éteint, Joe vivote de quelques prestations dans des mariages, KD travaille dans la joaillerie familiale tandis que Rob tâcheronne en composant des jingles publicitaires. Sakshi, la femme d'Aditya, découvre par hasard le passé musical de son mari et, désireuse de lui redonner le gout de vivre, provoque la réunion des quatre anciens rockers. Ces retrouvailles, parfois douloureuses, sont l'occasion pour chacun de s'interroger sur l'amitié, le renoncement, la passion de la musique, l'amour, la famille... tout ce qui donne un prix à leur vie.

## Fiche technique
- Titre : Rock On!!
- Titre original : रॉक ऑन
- Réalisateur : Abhishek Kapoor
- Scénario : Abhishek Kapoor et Pubali Chaudhuri
- Musique : Shankar Ehsaan Loy
- Parolier : Javed Akhtar
- Direction artistique : Shekhar More
- Directeur de la photographie : Jason West
- Montage : Deepa Bhatia
- Production : Excel Films (Farhan Akhtar et Ritesh Sidhwani)
- Pays d'origine : Inde
- Format : Couleurs
- Langue : hindi
- Genre : Drame
- Durée : 145 minutes
- Date de sortie : 29 août 2008

## Distribution
- Farhan Akhtar : Aditya Shroff
- Arjun Rampal : Joe Mascarenhas
- Purab Kohli : Kedar Zaveri (KD : Killer Drummer)
- Luke Kenny : Rob Nancy
- Prachi Desai : Sakshi, épouse d'Aditya
- Shahana Goswami : Debbie, épouse de Joe
- Koel Purie : Devika, amie de Sakshi
- Dalip Tahil : Bajaj
- Anu Malik : producteur musical

## Musique
Le film comporte neuf chansons composées par Shankar Ehsaan Loy, écrites par Javed Akhtar et interprétées pour six d'entre elles par Farhan Akhtar (2, 3, 4, 5, 6 et 7).
1. Phir Dekhi interprété par Caralisa Monteiro
2. Pichle Saat Dinon Mein interprété par Farhan Akhtar
3. Pichle Saat Dinon Mein (live) interprété par Farhan Akhtar
4. Rock On interprété par Farhan Akhtar
5. Sindbad The Sailor interprété par Farhan Akhtar, Raman Mahadevan
6. Socha Hai interprété par Farhan Akhtar
7. Tum Ho Toh interprété par Farhan Akhtar
8. Ye Tumhaari Meri Baatein interprété par Dominique Cerejo
9. Zehreeley interprété par Suraj Jagan

Lors de la sortie de l'album, en juillet 2008, les critiques musicaux émettent dans l'ensemble des avis négatifs. Raja Sen sur Rediff.com parle de "cacophonie" tandis que Joginder Tuteja sur Bollywoodhungama.com affirme que la bande originale « écorche les oreilles » et « ne fonctionne pas »«  », tout en reconnaissant la qualité de l'interprétation de Farhan Akhtar 
. Malgré cela le disque se vend à 120 000 exemplaires et, à la sortie du film un mois plus tard, les critiques cinématographiques apprécient la musique.

## Récompenses
National Film Awards 2009
- Meilleur film de fiction en hindi
- Meilleur second rôle : Arjun Rampal

Filmfare Awards 2009
- Meilleur second rôle masculin : Arjun Rampal
- Meilleure performance : Purab Kohli
- Meilleur espoir masculin : Farhan Akhtar
- Meilleure actrice (critiques) : Shahana Goswami
- Meilleur histoire : Abhishek Kapoor
- Meilleur directeur de la photographie : Jason West
- Meilleur son : Baylon Fonseca

IIFA Awards 2009
- Meilleur second rôle masculin : Arjun Rampal
- Meilleur espoir masculin : Farhan Akhtar
- Meilleur directeur de la photographie : Jason West
- Meilleur enregistrement sonore : Purple Haze Studio

Star Screen Awards 2009
- Meilleur second rôle masculin : Arjun Rampal
- Meilleur second rôle féminin : Shahana Goswami
- Meilleur espoir masculin : Farhan Akhtar
- Meilleur monteur : Deepa Bhatia
- Meilleur directeur de la photographie : Jason West
- Meilleur directeur artistique : Shashank Tere